# Spelaiorrhina rufopyga
Spelaiorrhina rufopyga är en skalbaggsart som beskrevs av Lansberge 1886. Spelaiorrhina rufopyga ingår i släktet Spelaiorrhina och familjen Cetoniidae. Inga underarter finns listade i Catalogue of Life.